# Colin Jones (cầu thủ bóng đá, sinh năm 1940)
Colin Jones (8 tháng 9 năm 1940 - 25 tháng 10 năm 2016) là một cầu thủ bóng đá người Anh, thi đấu ở Football League cho Chester.
Là một tiền vệ, Jones là một trong những cầu thủ trẻ có cơ hội thi đấu ở đội một cho Chester ở giai đoạn cuối mùa giải 1959-60. Nhưng ông chỉ có 3 mùa giải với câu lạc bộ trước khi gia nhập Wrexham, nơi ông không được ra sân trận nào.

## Sách
- Sumner, Chas (1997). On the Borderline: The Official History of Chester City F.C. 1885-1997. Yore Publications. ISBN 978-1-874427-52-0.